# Club Natació Manresa
El Club Natació Manresa fue un club deportivo español, de la ciudad Manresa (Barcelona) dedicado principalmente a la natación y el waterpolo. Fue fundado en 1933 y desapareció en 2013 debido a las deudas acumuladas.

## Historia
El club fue fundado el 7 de abril de 1933. Un año antes se había inaugurado la primera piscina pública en la ciudad. En 1955 se inauguró su nueva piscina que era la segunda piscina de España cubierta, después de la del Club Natació Barcelona. En esa época, además del waterpolo y la natación, el club contaba con secciones de baloncesto, tenis, boxeo, voleibol, hockey sobre patines y lucha libre.
La sección de waterpolo fue la más destacada de la entidad a lo largo de su historia. Tanto el equipo masculino como el femenino jugaron en la máxima categoría de la liga española durante varias temporadas. El equipo masculino vivió sus mejores años entre finales de los setenta y principios de los ochenta. Un grupo de jugadores liderado por un joven Manel Estiarte, junto con su hermano Albert Estiarte, Jorge Payá, Albert Canal y los hermanos Toni y Gaspar Ventura lograron dos subcampeonatos de la Liga española, en 1977 y 1980, lo que les permitió disputar en dos ocasiones la Recopa de Europa.
En 1971 inauguró una nueva piscina descubierta de 50 metros. En 2005 el club asumió la concesión de las Piscinas Municipales, una gestión que acabó lastrando su economía. Tras 80 años de historia, el 21 de mayo de 2013 la junta directiva acordó la disolución de la entidad, al no poder hacer frente a la deuda acumulada, superior al millón de euros, principalmente impuestos municipales impagados. En el momento de su desaparición la entidad contaba con secciones de natación, natación sincronizada, waterpolo y triatlón. Para dar continuidad a estos equipos en 2013 un grupo de socios del extinto club constituyeron una nueva entidad, el Club Natació Minorisa.

## Deportistas olímpicos
A lo largo de su historia el club tuvo once deportistas olímpicos, entre ellos:
- Alfons Carbajo, boxeo (Roma 1960)
- Neus Panadell, natación (Múnich 1972)
- Pere Balcells, natación (Múnich 1972)
- Montserrat Majó, natación (Montreal 1976)
- Rosa Estiarte, natación (Montreal 1976)
- Manel Estiarte, waterpolo (Moscú 1980)
- Gaspar Ventura, waterpolo (Moscú 1980)
- Jorge Payá, waterpolo (Seúl 1988 y Atlanta 1996)
- Carles Sans, waterpolo (Atlanta 1996)